# Silene prilipkoana
Silene prilipkoana är en nejlikväxtart som beskrevs av Boris Konstantinovich Schischkin. Silene prilipkoana ingår i släktet glimmar, och familjen nejlikväxter. Inga underarter finns listade i Catalogue of Life.